# Bertil Hegland
Karl Tor Bertil Hegland, född den 28 juli 1925 i Sankt Matteus församling, Stockholm, död den 6 februari 2002 i Täby församling, Uppland, var en svensk tecknare och illustratör.

## Biografi
Bertil Hegland illustrerade många ungdomsböcker, som Kittyböckerna, Tvillingdeckarna, Biggles, Billböckerna och Lillemor, samt hårdkokta deckare som Manhattan-serien. Efter att först ha arbetat som reklamtecknare blev hans huvudsakliga uppdragsgivare från 1947 B. Wahlströms bokförlag och veckotidningen Levande livet. Karriären tog slut 1967 då han råkade ut för en olycka där hans högra hand klämdes sönder, och därefter kunde han inte teckna längre.
Bertil Hegland var gift med Britt Hegland. Han är gravsatt i Täby Norra minneslund.
Py Bäckman var modell för omslaget till Manhattan nr. 137 - Din tid är ute samt på omslaget till boken Natt utan nåd.
| ”            | Det var otroligt kul att smyga omkring i Bertils källare med en pistol, kort kjol, svart peruk och en tunn överdel där magen var bar. Jag skulle se skräckslagen ut och eftersom jag gick på teaterskola spelade jag ut hela registret. | „ |
| – Py Bäckman | |   |

## Utställningar
- H4 Hälsingegatan 1991 – Galago
- Galleri Augëli 1997 – Levande Livet-original
- Restaurang Prinsen 1999 – Manhattan-original
- Sigtuna museum 1999 – Levande Livet-original
- Kungliga biblioteket 2000 – Levande Livet-original
- Norrbottens museum 2006 – Manhattan-original